# 內政部移民署高雄收容所
50°50′12″N 4°21′6″E / 50.83667°N 4.35167°E
內政部移民署高雄收容所（簡稱「高收」），位於台灣高雄市永安區，為內政部移民署南區事務大隊負責收容非法或逾期居留之外國人之收容設施；2018年11月開始運作收容業務，2019年1月2日正式揭牌。

## 資料來源
1. ↑  程啟峰. . 中央社. 2019-01-02  [2020-01-31]. （原始内容存档于2020-01-31） （中文（臺灣））.

## 外部連結
- 收容所 中華民國內政部移民署 （页面存档备份，存于）